# Walter Antoniolli
Walter Antoniolli (* 30. Dezember 1907 in Innsbruck oder Mistelbach an der Zaya; † 23. Mai 2006 in Wien) war österreichischer Verfassungsjurist und Präsident des österreichischen Verfassungsgerichtshofes von 1958 bis 1977.

## Leben
Ursprünglich im Jahr 1907 in Innsbruck geboren zog Antoniolli schon als Kind mit seiner Familie nach Mistelbach in Niederösterreich um, wo er in Korneuburg und St. Pölten humanistische Gymnasien besuchte. Antoniolli trat im Jahre 1924 der K.Ö.M.V. Nibelungia St. Pölten bei, maturierte im Jahr 1926 und begann anschließend an der Universität Wien das Studium der Rechtswissenschaften. Im Jahr 1926 trat er auch der K.a.V. Norica Wien im Österreichischen Cartellverband (ÖCV) bei. Sein Coleurnamen war Dietrich, der spätere Bundeskanzler Leopold Figl war sein Leibbursch. Sein Studium schloss er im Jahr 1932 mit der Promotion zum Doktor der Rechte (Dr. iur.) ab. Anschließend trat er 1934 nach Beendigung der Gerichtspraxis beim Magistrat der Stadt St. Pölten in den Verwaltungsdienst ein. Gegen Ende des Zweiten Weltkriegs wurde Antoniolli noch in die deutsche Wehrmacht zum Kriegsdienst eingezogen.
Bald nach seiner Habilitation wurde Antoniolli 1947 Ordinarius für Öffentliches Recht an der Universität Innsbruck. 1951 wurde er von Bundespräsident Theodor Körner zum Mitglied des Verfassungsgerichtshofes berufen. 1956 wurde er als Nachfolger von Ludwig Adamovich sen. zum Ordinarius für Verfassungs- und Verwaltungsrecht an der Universität Wien bestellt. Im Februar 1958 wurde er von Bundespräsident Adolf Schärf zum Präsidenten des Verfassungsgerichtshofes ernannt.
Am 3. Oktober 1977 – knapp drei Monate vor dem regulären Ende seiner Amtszeit wegen Erreichung der Altersgrenze (70 Jahre) – trat Antoniolli als Präsident des Verfassungsgerichtshofes zurück. Als Grund für diesen Schritt wurde allgemein angenommen, dass er die am selben Tag mutmaßlich von der damaligen Mehrheit SPÖ-naher Mitglieder des Gerichtshofes gefällte positive Entscheidung zum Universitätsorganisationsgesetz 1975 nicht mittragen wollte, weil er dieses Gesetz als dem Grundrecht der Freiheit der Lehre widersprechend erachtete. 
Als Verfasser des 1954 erschienenen Standardwerks „Allgemeines Verwaltungsrecht“ ist Antoniolli in Juristenkreisen Österreichs bis heute bekannt. Zu seinen wichtigsten Schülern und Assistenten zählten die Universitätsprofessoren Felix Ermacora, Günther Winkler, Heinz Peter Rill, Friedrich Koja und Bernd-Christian Funk.

## Mitgliedschaften
- Mitglied der Österreichischen Akademie der Wissenschaften
- Ehrenmitglied des Österreichischen Juristentages
- KaV Norica Wien im ÖCV (seit 1926)
- K.Ö.M.V. Nibelungia St. Pölten im MKV (seit 1924)

## Auszeichnungen
- 1967: Großes Goldenes Ehrenzeichen am Bande für Verdienste um die Republik Österreich[7]
- 1972: Ehrendoktorwürde der Universität Salzburg

## Publikationen
- Allgemeines Verwaltungsrecht. Manz-Verlag, Wien 1954, ISBN 3-214-04600-4, (3. Aufl., gemeinsam mit Friedrich Koja): Allgemeines Verwaltungsrecht. Lehr- und Handbuch für Studium und Praxis. Manz-Verlag, Wien 1996, ISBN 3-214-04657-8.
- Systematischer Index 1949. Springer, Wien, Innsbruck 1949.
- Systematischer Index 1950. Springer, Wien, Innsbruck 1950.
- Systematischer Index 1951. Springer, Wien, Innsbruck 1951.
- Systematischer Index 1954. Springer, Wien, Innsbruck 1954.
- Hans Kelsen und die österreichische Verfassungsgerichtsbarkeit. in: Beitrage der Gedachtnissitzung des Hans Kelsen-Instituts fur Hans Kelsen am 11. Oktober 1973. Europaverlag, Wien 1974.
- Vom Beruf unserer Zeit zur Kodifikation eines allgemeinen Teils des Verwaltungsrechts. in: Friedrich Lehne/Edwin Loebenstein/Bruno Schimetschek (Hrsg.): Die Entwicklung der österreichischen Verwaltungsgerichtsbarkeit. Festschrift zum 100-jährigen Bestehen des österreichischen Verwaltungsgerichtshofes. Springer, Wien, New York 1976.
- Das Schicksal der Verwaltungsverfahrensgesetze. in: Juristische Blätter 69. Jg., Wien 1947, S. 439–441.